# Västafrikansk tjocksvansgecko
Västafrikansk tjocksvansgecko (Hemitheconyx caudicinctus) är en ödleart som beskrevs av Duméril 1851. Västafrikansk tjocksvansgecko ingår i släktet Hemitheconyx, och familjen geckoödlor. Inga underarter finns listade.
Arten blir med svans 20,3 till 25,4 cm lång. I svansen lagras fett vad som gör den tjock. Djuret har en avrundad svansspets. På den ljusa grundfärgen förekommer flera chokladbruna tvärband. Några exemplar uppvisar dessutom en smal vit strimma på huvudets och ryggens topp fram till svansens ansats. Huvudet är hos hannar större.
Västafrikansk tjocksvansgecko förekommer i västra Afrika, från Senegal till norra Kamerun.
Dess habitat är torra och fuktiga savanner. Den är marklevande och nattaktiv och gömmer sig under dagen under stenar, i hålor, eller i övergivna termitbon.
Födan utgörs av insekter och andra leddjur. Honan lägger efter parningen ägg med mjukt skål. Beroende på temperaturen under tiden fram tills äggen kläcks uppstår ungar av han- eller honkön.